# Альфтан, Владимир Алексеевич
Барон Влади́мир Алексе́евич (Карл Йохан Вольдемар) фон Альфта́н (17 (29) апреля 1860, Бежецк, Российская империя — 19 декабря 1940, Хельсинки) — русский военачальник, генерал от инфантерии Русской императорской армии. Военный востоковед, исследователь Кореи.

## Биография
Лютеранского вероисповедания. Из дворян Московской губернии финляндского происхождения; отец — генерал-лейтенант (с 1878) Алексей Карлович Альфтан (1814—1885).
Общее образование получил в Финляндском кадетском корпусе.
Вступил в службу 1 сентября 1879 года юнкером рядового звания в Николаевское кавалерийское училище. 8 августа 1881 года выпущен корнетом в лейб-гвардии Уланский Его Величества полк. С 8 августа 1885 — поручик.
В 1889 окончил Николаевскую академию Генерального штаба по 1-му разряду. 10 апреля 1889 произведён в штабс-ротмистры гвардии с переименованием в капитаны Генерального штаба.
С 1 июля 1890 состоял при Московском военном округе, затем — старший адъютант штаба 13-го армейского корпуса.
Со 2 ноября 1891 по 2 ноября 1892 проходил цензовое командование эскадроном в 3-м драгунском Сумском полку.
С 5 апреля 1893 — штаб-офицер для поручений при командующем войсками Южно-Уссурийского отдела. 30 августа 1893 произведён в подполковники.
С 6 марта 1895 — старший адъютант канцелярии при военном губернаторе Приморской области. В декабре 1895 — январе 1896 осуществил рекогносцировочную поездку по северным провинциям Кореи.
С 28 октября 1896 — старший адъютант штаба Приамурского военного округа. 13 апреля 1897 произведён в полковники.
С 21 сентября 1897 — штаб-офицер при управлении 66-й пехотной резервной бригады. С 1 апреля по 1 октября 1900 был прикомандирован к 45-му драгунскому Северскому полку для ознакомления с общими требованиями управления и ведения хозяйства в кавалерийском полку.
С 20 мая по 20 сентября 1903 проходил цензовое командование батальоном в 16-м гренадерском Мингрельском полку. 13 декабря 1903 назначен командиром 113-го пехотного Старорусского полка.
С 3 января 1904 — командир 77-го пехотного Тенгинского полка. 6 декабря 1905 года произведен в генерал-майоры.
С 12 ноября 1905 — генерал для особых поручений при главнокомандующем войсками Кавказского военного округа.
С 1 декабря 1906 — комендант Михайловской крепости.
С 15 июня 1907 — военный губернатор Дагестанской области. 5 мая 1908 вышел в отставку.
31 июля 1909 возвращён из отставки с назначением командиром 1-й бригады 12-й пехотной дивизии. С 9 мая 1914 — командир 1-й бригады 42-й пехотной дивизии.
С 19 июля 1914 — командующий 78-й пехотной дивизией. В январе 1915 года произведён в генерал-лейтенанты. С 3 июня 1915 — командир 12-го армейского корпуса, с 5 июля 1915 — командир 65-й пехотной дивизии, с 22 августа 1915 — командир 3-го армейского корпуса.
16 апреля 1917 года «уволен от службы за болезнью с мундиром и пенсией». Уже после отставки был произведён в генералы от инфантерии со старшинством от 1916 года. После 1917 года проживал в Курской губернии. В 1919 году арестовывался большевиками. Освобождён после занятия Курска войсками ВСЮР. После отступления ВСЮР оказался в Пятигорске. В 1922 году приехал в Петроград, позже — в Москву.
В мае 1923 года вместе с младшим сыном Георгием выехал в Финляндию, где позднее был начальником отдела РОВС и председателем Союза русских военных инвалидов.
Скончался 19 декабря 1940 года в Хельсинки.

## Награды
- Орден Святого Станислава 3-й степени (1892)
- Орден Святой Анны 3-й степени (1895)
- Орден Святого Станислава 2-й степени (1901)
- Орден Святой Анны 2-й степени (1905)
- Орден Святого Владимира 3-й степени (1907)
- Орден Святого Станислава 1-й степени (06.12.1911)
- Орден Святого Георгия 4-й степени (ВП 03.02.1915)

За то, что в бою 13-го и 14-го августа 1914 г. у ст. Красне, лично управляя вверенной ему дивизией, занимавшей средний боевой участок корпуса, находясь все время под сильным неприятельским огнём, проявил отличное мужество, распорядительность и порыв, имевший результатом поражение сильно сопротивлявшегося противника и захват 25 неприятельских орудий, 45 зарядных ящиков, массу ручного оружия, патронов, нарядов и пленение 8 офицеров и свыше 500 австрийских солдат.
- Орден Святого Георгия 3-й степени (ВП 13.03.1915)

За то, что будучи начальником 78-й пехотной дивизии, оттеснил превосходные силы противника далеко вглубь Карпатских гор и, командуя Стрыйским отрядом в составе 5-ти пехотных и 4-х казачьих полков, занимал к 10 января 1915 г. Карпатские проходы на направлении Стрый — Мункач, на фронте Пудполоч — Яблоново — Майданка. К этому времени противник сосредоточил на этом фронте около трех германских и двух австрийских дивизий, с коими перешел в решительное наступление. Однако генерал Альфтан упорнейшими боями на всем фронте, лично руководя действиями отряда, в течение 16-ти дней сдерживал напор превосходнейших сил противника, причем отряд, ввиду выдвинутого его положения, имел необеспеченные фланги. Отходя под напором сильнейшего противника и упорно задерживаясь на встречных позициях, генерал Альфтан дал тем возможность сосредоточить достаточные силы, чтобы окончательно задержать дальнейшее наступление противника и тем сохранить за собою северную часть Карпат.
- Георгиевское оружие (ВП 11.04.1915)

За то, что в боях под Равой-Русской с 24 по 30 августа 1914 г. взял с боя ряд позиций впереди Равы-Русской, охватив левый фланг главной позиции противника, чем способствовал общему успеху операции корпуса.

## Сочинения
- Альфтан В. А. Общий очерк движения 5 охотничьих команд 2-й В.-Сиб. стрелковой бригады, во время экспедиции по исследованию Уссурийского края летом 1894 года. — Хабаровск, 1895. — 40 с. — (Прил. к №77–82 «Приамур. ведомостей» за 1895 г.).
- Альфтан В. А. Поездка в Корею Ген. Шт. Подполк. Альфтана в декабре 1895 г. и январе 1896 г // Сборник географических, топографических и статистических материалов по Азии. — Вып. 69. — С. 8—96.

## Семья
- Жена — Софья Дмитриевна (в девичестве Маврокордато; 1880 — июнь 1917, Одесса), была дочерью греческого генерала Дмитрия Георгиевича Маврокордато (1849—1917, Архангельск) и Марии Евангелиевны (в девичестве Бальтаджи; 1860—1932); в браке с В. А. Альфтаном с 1909 года.
  - Сын — Алексей (1910—1921), покинул Россию в 1920 году вместе с кадетским корпусом. Скончался в лагере в Словении.
  - Сын — Владимир/Вольдемар (1912—1969), покинул Россию в 1920 году вместе с кадетским корпусом. В 1926 году переехал в Финляндию. Дети: Георг (род. 1945) и Хенрик (род. 1955).
  - Сын — Георгий (1913—1943), в мае 1923 года выехал с отцом в Финляндию.